# Dinotrema caesonium
Dinotrema caesonium är en stekelart som beskrevs av Vladimir Ivanovich Tobias. Dinotrema caesonium ingår i släktet Dinotrema och familjen bracksteklar. Inga underarter finns listade i Catalogue of Life.